# Литий-иодный элемент
Литий-йодный элемент — это первичный химический источник тока, в котором в качестве анода используется литий.
Литий-йодные батареи работают на твердом йодном электролите, что позволяет при минимальных размерах батареи получить сравнительно большую ёмкость и увеличить срок их службы.
Срок службы теоретически достигает десяти лет.
ЦРУ часто разрабатывает технологии, после рассекречивания использующиеся в важнейших приложениях. Так, в 1970-х технология литий-йодных батареек была передана в медицинское сообщество. Сегодня она используется в имплантируемых слуховых аппаратах (например, Esteem) и водителях ритма сердца (сердечных пейс-мейкерах). Появление литий-йодных батарей в 1975 году позволило значительно увеличить время работы кардиостимуляторов от батарей (более 10 лет для некоторых моделей), заменив ртутно-цинковые батареи.